# 帝京冨士中学校・高等学校
帝京冨士中学校・高等学校（ていきょうとみすちゅうがっこう・こうとうがっこう）とは、愛媛県大洲市にあった私立中学校・高等学校。1990年代初頭には160人を超える生徒がいたが、南予地方の少子化により2020年度末に閉校した。

## 設置形態
- 中学校
- 高等学校
  - 普通科

## 教育理念
努力をすべての基とし、偏見を排し、幅広い知識を身につけ、国際的視野に立って判断のできる人材の育成を目的とする。

## 位置
大洲市冨士山公園の近所に位置し、伊予大洲駅が最寄駅。

## 沿革
- 1963年 - 帝京第五高等学校が開校。
- 1966年 - 愛媛帝京短期大学開校（1972年閉校）。
- 1980年 - 短期大学の跡地に帝京第五高等学校冨士分校を開校[2]。全寮制であった[2]。
- 1981年 - 帝京第五高等学校冨士校と改称[2]。
- 1983年 - 冨士中学校を冨士校に併設[2]。
- 1984年 - 男女共学化[2]。自宅通学を一部許可[2]。
- 2009年 - 韓国の安山江西高等学校（안산강서고등학교）と姉妹校協定を締結。
- 2010年 - 冨士校を帝京冨士中学校・帝京冨士高等学校と改称[2]。
- 2019年 - 生徒募集停止[2]。私立中学・高校が全校的に募集を停止するのは珍しいという[2]。帝京第五高等学校普通科（特進コース）を普通科特進冨士コースと改称[2]。
- 2021年3月20日 - 閉校式[3]。